# Bernardo Kliksberg

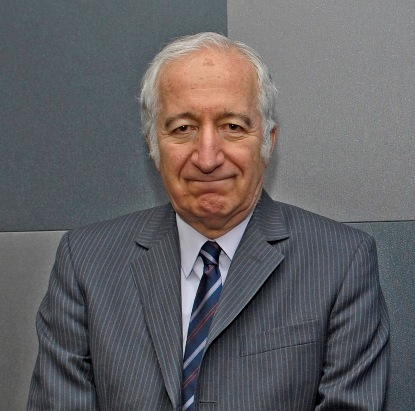
Bernardo Kliksberg

Bernardo Kliksberg (* in Buenos Aires) ist ein argentinischer Wirtschaftswissenschaftler, Soziologe und Journalist, der vor allem durch seine Arbeiten im Bereich der Entwicklungstheorie bekannt wurde. Er gilt als Entwickler des Konzepts des Sozialen Managements (nicht zu verwechseln mit dem Sozialmanagement).
Er ist heute Direktor des zur Interamerikanischen Entwicklungsbank gehörenden Interamerikanischen Entwicklungsinstituts mit Sitz in Washington, D.C. und arbeitete in seiner Karriere unter anderem bei den Vereinten Nationen sowie als Berater der Präsidenten Néstor Kirchner und Luiz Inácio Lula da Silva in sozialen Fragen.

## Leben und Laufbahn
Kliksberg stammt aus einfachen Verhältnissen, seine Eltern waren jüdische Einwanderer aus Polen. Er studierte Wirtschaftswissenschaften, Soziologie, Buchhaltung und Management in der Universität Buenos Aires. Bekannt wurde er für seine Arbeiten ab den 1970er Jahren, die sich mit der Armutsbekämpfung in Lateinamerika befassten. Dabei arbeitete er mit Konzepten wie dem Sozialen Kapital und der Corporate Social Responsibility (CSR), die ihn schließlich zum Konzept des Sozialen Managements führten.
Als Journalist schreibt er unter anderem für Clarín, La Nación, O Globo und La República (Montevideo). Weiterhin hat er einige Bücher und Fachartikel über den Holocaust publiziert.

## Werke (Auswahl)
- Administracion, subdesarrollo y estrangulamiento tecnologico : introduccion al caso latinoamericano, Paidos, Buenos Aires 1973
- Cómo enfrentar la pobreza (mit Enzo Faletto), Ed. Latinoamericano, Buenos Aires 1989, ISBN 950-694-065-7
- Shoah (Hrsg. und Autor, mit Simone de Beauvoir), Unión Israelita de Venezuela, Caracas 1992
- Social Management - strategic issues, Vereinte Nationen, New York 1997, LCCN 98110784
- Diez falacias sobre los problemas sociales latinoamericanos, Banco Central de Venezuela, Caracas 2001, ISBN 980-6479-30-0
- Social Justice, Gefen, Jerusalem 2003, ISBN 965-229-164-1
- Hacia una economía con rostro humano, Fondo de Cultura Económica Argentina, Buenos Aires 2003, ISBN 950-557-594-7
- Más ética, más desarrollo, Temas, Buenos Aires 2004, ISBN 987-9164-97-0
- Primero la gente (mit Amartya Sen), Planeta/Deusto, Barcelona 2007, ISBN 978-84-234-2583-9